# Ptychochromoides vondrozo
Ptychochromoides vondrozo är en fiskart som beskrevs av Sparks och Reinthal 2001. Ptychochromoides vondrozo ingår i släktet Ptychochromoides och familjen Cichlidae. IUCN kategoriserar arten globalt som akut hotad. Inga underarter finns listade i Catalogue of Life.